# Keményfy János
Keményfy János (1933-ig Hartmann János) (Újsóvé, 1875. október 23. – Budapest, 1943. december 27.) irodalomtörténész, kritikus, a Magyar Tudományos Akadémia levelező tagja (1938). A 19–20. század fordulójának legjelesebb Petőfi-szakértői közé tartozott.

## Életútja
Felsőfokú tanulmányait a kolozsvári és a berlini tudományegyetemeken végezte, bölcsészdoktori és középiskolai tanári oklevelét Kolozsváron szerezte meg. 1901-től Déván, 1906-tól Nagyváradon, 1908-tól 1914-ig Székelyudvarhelyen volt középiskolai tanár. 1918-tól Budapesten élt, és előbb a X. kerületi tisztviselőtelepi, illetve 1919-1920 között magyar és német szakos tanár a III. kerületi állami főgimnáziumban, később a Kőrösi Csoma Gimnázium tanára volt. 1923-tól 1939. évi nyugdíjazásáig az V. Kerületi Állami Bolyai János Reáliskola tanára volt.

## Munkássága
Irodalomtörténészi munkássága elsősorban Petőfi Sándor életművének alkotás-lélektani elemzésére irányult, de foglalkozott id. Ábrányi Emil, Vajda János és Mikszáth Kálmán irodalomtörténeti jelentőségével is.
Konzervatív szellemiségű irodalmi kritikái főként a Budapesti Szemle és a Napkelet című folyóiratokban jelentek meg, ez utóbbinak 1927-től 1933-ig szerkesztője volt.

## Társasági tagságai és elismerései
Tudományos eredményei elismeréseként 1938-ban a Magyar Tudományos Akadémia levelező tagjává választották.

## Főbb művei
- Élet: Keményfy dalai. Kolozsvár, 1897.
- Petőfi Sándor. in: Budapesti Szemle XXXVI. 1908. 382. sz. 1–25.
- Egy fejezet Petőfi költészetéről. in: Budapesti Szemle XXXVIII. 1910. 400. sz. 35–50.
- Petőfi-tanulmányok. Budapest, Franklin, 1910, 123 p.
- A „Nyugat” irodalomtörténete. in: Budapesti Szemle LXV. 1937. 87–106.
- Mikszáth világa. in: Budapesti Szemle 1942. (1940-ben elhangzott akadémiai székfoglaló beszéde)
- 500 év humora: Magyar szerzők vidám írásai. Szerk. Keményfy János. Budapest, Franklin, 1942, 22 p.